# Векторний потенціал електромагнітного поля
Ве́кторний потенціа́л електромагні́тного по́ля, A (вектор-потенціал, магнітний потенціал) — в електродинаміці, векторний потенціал, ротор якого дорівнює магнітній індукції:
{\displaystyle \mathbf {B} =\operatorname {rot} \mathbf {A} =\nabla \times \mathbf {A} .}
Визначається з точністю до градієнта довільної скалярної функції {\displaystyle \nabla \psi }. Вимірюється в Тл{\displaystyle \cdot }м (SI) або Гс{\displaystyle \cdot }см (СГС).
Вектор-потенціал є просторовою компонентою 4-вектора електромагнітного потенціалу.

## Рівняння Максвелла
Одним із способів запису рівнянь Максвелла є формулювання в термінах векторного та скалярного потенціалів.
При цьому рівняння {\displaystyle \operatorname {div} \mathbf {B} =0} задовольняється автоматично.
Підстановка виразу для {\displaystyle \mathbf {A} } в
{\displaystyle \operatorname {rot} \mathbf {E} =-{\frac {\partial \mathbf {B} }{\partial t}}}
приводить до рівняння
{\displaystyle \operatorname {rot} \left(\mathbf {E} +{\frac {\partial \mathbf {A} }{\partial t}}\right)=0,}
згідно з яким, так само як і в електростатиці, вводиться скалярний потенціал. Однак тепер у {\displaystyle \mathbf {E} } роблять внесок і скалярний, і векторний потенціали:
{\displaystyle \mathbf {E} =-\operatorname {grad} \;\varphi -{\frac {\partial \mathbf {A} }{\partial t}}.}
З рівняння {\displaystyle \operatorname {rot} \mathbf {H} =\mathbf {j} +{\frac {\partial \mathbf {D} }{\partial t}}} випливає
{\displaystyle \operatorname {rot} \;\operatorname {rot} \mathbf {A} =\mu _{0}\mathbf {j} +\varepsilon _{0}\mu _{0}{\frac {\partial }{\partial t}}\left(-\operatorname {grad} \;\varphi -{\frac {\partial \mathbf {A} }{\partial t}}\right).}
Використовуючи рівність {\displaystyle \operatorname {rot} \;\operatorname {rot} \mathbf {A} =\operatorname {grad} \;\operatorname {div} \mathbf {A} -\nabla ^{2}\mathbf {A} }, рівняння для векторного та скалярного потенціалів можна записати у вигляді
{\displaystyle \Delta \mathbf {A} -\operatorname {grad} \left(\operatorname {div} \mathbf {A} +{\frac {1}{c^{2}}}{\frac {\partial \varphi }{\partial t}}\right)-{\frac {1}{c^{2}}}{\frac {\partial ^{2}\mathbf {A} }{\partial t^{2}}}=-\mu _{0}\mathbf {j} ,}
{\displaystyle \Delta \varphi +{\frac {\partial }{\partial t}}\operatorname {div} \mathbf {A} =-{\frac {\rho }{\varepsilon _{0}}}.}

### Вектор-потенціал і магнітний потік
Відповідно до теореми Стокса, магнітний потік {\displaystyle \Phi } через контур {\displaystyle L} легко виразити через циркуляцію векторного потенціалу {\displaystyle \mathbf {A} } за цим контуром:
{\displaystyle \Phi =\oint \limits _{L}\mathbf {A} \cdot \mathbf {dl} .}

## Калібрування векторного потенціалу
Легко переконатися, що перетворення
{\displaystyle \mathbf {A} \rightarrow \mathbf {A} +\nabla \psi ,}
{\displaystyle \varphi \rightarrow \varphi -{\frac {\partial \psi }{\partial t}},}
де {\displaystyle \psi } — довільна скалярна функція координат і часу, не змінюють рівнянь Максвелла (калібрувальна інваріантність, за теоремою Нетер їй відповідає закон збереження електричного заряду). Для зручності розв'язання цих рівнянь накладають додаткову штучну умову, яка називається калібруванням потенціалу. При розв'язуванні різних задач зручнішим буває те чи інше калібрування. Набули поширення два — калібрування Кулона та калібрування Лоренца.

### Калібрування Кулона
Калібруванням Кулона називають вираз:
{\displaystyle \operatorname {div} \mathbf {A} =0.}
Це калібрування зручне для розгляду магнітостатичних задач (зі сталими в часі струмами).

### Калібрування Лоренца
Калібруванням Лоренца називають умову рівності нулю 4-дивергенції потенціалу (СІ):
{\displaystyle \nabla _{\mu }A_{\mu }=\operatorname {div} \mathbf {A} +{\frac {1}{c}}{\frac {\partial \varphi }{\partial t}}=0.}
У цьому випадку рівняння переписуються у вигляді даламбертіанів:
{\displaystyle \square \mathbf {A} \equiv \Delta \mathbf {A} -{\frac {1}{c^{2}}}{\frac {\partial ^{2}\mathbf {A} }{\partial t^{2}}}=-\mu _{0}\mathbf {j} ,}
{\displaystyle \square \varphi \equiv \Delta \varphi -{\frac {1}{c^{2}}}{\frac {\partial ^{2}\varphi }{\partial t^{2}}}=-{\frac {\rho }{\varepsilon _{0}}}.}
Рівняння, записані в такому вигляді, зручніше використовувати для розв'язання нестаціонарних задач.

## Фізичний зміст векторного потенціалу
Зазвичай вважається, що векторний потенціал — величина, яка не має безпосереднього фізичного змісту і вводиться лише для зручності викладок. Однак вдалося поставити експерименти, які показали, що векторний потенціал доступний для безпосереднього вимірювання. Подібно до того, як електростатичний потенціал пов'язаний із поняттям енергії, векторний потенціал виявляє тісний зв'язок з поняттям імпульсу.

### Зміщення квантовомеханічної фази
Вплив магнітного поля на рух квантової частинки спричиняє зміщення фази:
{\displaystyle \Delta \varphi _{H}={\frac {e}{\hbar c}}\int _{S}^{}(\mathbf {A} ,\;d\mathbf {l} ),}
де {\displaystyle e} — заряд електрона, {\displaystyle c} — швидкість світла у вакуумі, {\displaystyle \hbar } — зведена стала Планка, {\displaystyle \mathbf {A} } — векторний потенціал магнітного поля та {\displaystyle d\mathbf {l} } — елемент траєкторії руху частинки.
При цьому зміщення фази виникає й тоді, коли частинка проходить ділянками, в яких {\displaystyle \mathbf {B} =0}, не дорівнює нулю тільки {\displaystyle \mathbf {A} }. Наприклад, це відбувається при спостереженні ефекту Ааронова — Бома.

### Узагальнений імпульс
Під час руху частки в електромагнітному полі повний імпульс {\displaystyle \mathbf {P} } дорівнює не просто {\displaystyle \mathbf {p} ={\frac {m\mathbf {v} }{\sqrt {1-v^{2}/c^{2}}}}}, а {\displaystyle \mathbf {p} +q\mathbf {A} }. Отже, під час руху частинки в суто магнітному полі зберігається саме ця величина. Очевидна аналогія з повною енергією частинки {\displaystyle E=T+U={\frac {mc^{2}}{\sqrt {1-v^{2}/c^{2}}}}+q\varphi }, яку можна вважати сумою кінетичної та потенціальної енергій.

### Імпульс частинки за швидкого вимкнення магнітного поля
Якщо заряджена частинка міститься поблизу джерела магнітного поля, яке в певний момент часу швидко вимикають, то вона набуває додаткового імпульсу. {\displaystyle \Delta \mathbf {p} =q\mathbf {A} } навіть у тому випадку, якщо {\displaystyle \mathbf {B} } в точці розташування частинки дорівнювало нулю (наприклад, зовні соленоїда). Зокрема, якщо частинка до вимкнення поля перебувала в спокої, вона починає рух із імпульсом, рівним {\displaystyle q\mathbf {A} }. Таким чином, ми отримуємо можливість безпосередньо виміряти векторний потенціал у макроскопічній системі.

## Одиниці вимірювання
У системі SI одиницею векторного потенціалу є вебер на метр (Вб/м, розмірність — В·с/м = кг·м·с−2·А−1).